# Djedda
Djedda sau Jeddah este un oraș din Arabia Saudită situat pe coasta Mării Roșii. Populația actuală a orașului este de 2,8 milioane de locuitori. Aici se află cea mai înaltă fântână din lume.(fântâna Regelui Fahd) Această metropolă este a doua din punct de vedere al populației din Arabia Saudită, după capitala monarhiei, Riad. Totodată este principalul port al țării. Centrul istoric (districtul/cartierul Al-Balad) este înscris în Patrimoniul UNESCO și datează din sec. VII.

## Orașe înfrățite
Orașul Djedda a încheiat acorduri de înfrățire cu 23 de orașe:
| - Alma Ata, Kazahstan - Amman, Iordania - Baku, Azerbaidjan - Alexandria, Egipt - Cairo, Egipt - Stuttgart, Germania - Dubai, Emiratele Arabe Unite - Jakarta, Indonezia - Istanbul, Turcia - Adana, Turcia - Johor Bahru, Malaysia - Kazan, Tatarstan, Rusia - Karachi, Pakistan - Mari, Turkmenistan - Odessa, Ucraina - Osh, Kîrgîzstan - Plovdiv, Bulgaria - Casablanca, Maroc - Rio de Janeiro, Brazilia - Shimonoseki, Japonia - St. Petersburg, Rusia - Strasbourg, Franța - Xi'an, China |